# GSM

GSM(영어: Global System for Mobile Communications, 이전에는 프랑스어: Groupe Spécial Mobile)은 전 세계에서 가장 널리 사용되는 개인 휴대 통신 시스템으로 TDMA 기반의 통신 기술이다. GSM 방식의 이동통신 서비스 사업자 700여 회원사가 가입되어 있는 GSM 협회에 따르면 전 세계 이동통신의 약 80%가 GSM 방식으로 운용되고 있고, 가입자수는 약 34억명 이상이다. 대한민국에서는 개인 이동 통신 시스템으로 CDMA와 WCDMA, PCS를 사용하고 있어, GSM 방식의 휴대전화를 부분적으로 사용하고 있지만, 많은 이동 통신 제조 업체들이 수출용으로 GSM 방식의 단말기를 개발하고 있다.
GSM 기술은 사용자에게는 휴대전화의 교체 없이 로밍을 제공하고 사업자에게는 GSM 기술 표준을 만족하기만 하면 제조사가 다르더라도 통신 장비를 구축할 수 있도록 하는 방향으로 발전되어 왔다. GSM은 다른 상용 이동통신과 마찬가지로 단문 메시지 서비스를 제공한다.
최근 GSM 기술의 진화에 따라 보다 발전된 형태의 GSM 기술 표준이 발표되었다. 1997년 배포된 무선 데이터 통신 규격 GPRS(영어: General Packet Radio Service), 1999년 배포된 EDGE(영어: Enhanced Data Rates for GSM Evolution) 등이 그것이다.

## 역사
1982년, 유럽 우편통신관리협회는 유럽 전역에서 사용될 수 있는 이동통신 표준으로 집단 특화 이동통신(Groupe Spécial Mobile, GSM)을 개발하였다. 1987년 유럽의 13개 국가가 공용 휴대전화를 개발하기 위한 양해각서를 체결하였다. 1989년 GSM은 유럽 통신표준기구로 관할이 이전되었고 1990년 1세대 기술규격이 배포되었다. 1991년 에릭슨의 기술을 채용한 핀란드의 라디오린자에 의해 최초 상용 서비스가 개시되었다. 1993년 유럽지역 48개 국가에서 70 곳의 통신사업자가 GSM 서비스를 운용하고 있다.

## 기술 규격
GSM은 셀 네트워크를 기반으로 하는 이동통신이다. GSM 서비스에는 4개의 주파수 대역이 있으나 주로 900 MHz 대역과 1800 MHz 대역이 사용된다. 미국과 캐나다에서는 이 대역이 이미 다른 용도로 사용되고 있어 850 MHz 대역과 1900 MHz 대역을 사용하여 GSM 서비스를 운용하고 있다. 스칸디나비아 지역에서는 1세대 이동통신의 주파수인 400MHz와 450MHz를 사용하기도 한다. GSM의 다중접속 기술은 시분할다중접속(TDMA) 방식이다.

## 같이 보기
- 셀 (이동 통신)
- GSM 주파수 대역
- GSM-R
- 고속 하향 패킷 접속
- LTE (전기통신)
- MSISDN
- 노르딕 모바일 텔레폰
- 개인 휴대 통신망